# Peter Salje
Peter Salje (* 9. Februar 1948 in Sulingen) war bis zu seiner Emeritierung im Jahr 2016 Inhaber des Lehrstuhls für Zivilrecht und Recht der Wirtschaft an der Leibniz-Universität Hannover.

## Leben
Salje studierte Rechtswissenschaften und Politik und wurde in Münster zum Dr. jur. und zum Dr. rer. pol. promoviert; seine Habilitation erfolgte ebenfalls in Münster.

## Forschung und Lehre
Zu den Forschungsschwerpunkten Saljes, der sowohl in Staats- und Wirtschaftswissenschaften als auch in Rechtswissenschaften promoviert hat, zählen neben dem Bürgerlichen Recht insbesondere das Wirtschafts- und Europarecht. Ein besonderes Gewicht liegt bei den Veröffentlichungen auf dem Recht der Energiewirtschaft einschließlich des Rechts der erneuerbaren Energien.

## Schriften (Auswahl)
- Erneuerbare-Energien-Gesetz. Kommentar. 5. Aufl. Carl Heyermanns Verlag, Köln/München 2009, ISBN 978-3-452-26935-5.
- mit Jörg Peter: Umwelthaftungsgesetz (UmweltHG). Kommentar. 2. Aufl. C. H. Beck, München 2005.
- Stromeinspeisungsgesetz. Gesetz über die Einspeisung von Strom aus erneuerbaren Energien in das öffentliche Netz. Kommentar. Carl Heymanns, Köln/Berlin/Bonn/München 1999, ISBN 3-452-24158-0.
- Energiewirtschaftsgesetz (EnWG). Gesetz über die Elektrizitäts- und Gasversorgung vom 7. Juli 2005 (BGBl. I S. 1970). Carl Heymanns, Köln/Berlin/München 2006, ISBN 3-452-24267-6.
- Festschrift für Helmut Pieper. Recht – Rechtstatsachen – Technik, Studien zur Rechtswissenschaft. Band 18, Hamburg 1998, ISBN 3-86064-711-3.
- mit Maximilian Elspas und Clemens Stewing (Hrsg.): Emissionshandel, Heymanns Verlag, 2006, ISBN 3-452-25905-6.
- mit Jürgen F. Baur und Matthias Schmidt-Preuß (Hrsg.): Regulierung in der Energiewirtschaft. Carl Heymanns Verlag, 2010, ISBN 978-3-452-26044-4.